# Cmentarz żydowski w Humennem
Cmentarz żydowski w Humennem – dokładna data powstania nekropolii pozostaje nieznana, jednak zachowane najstarsze nagrobki datowane są na początek XIX wieku. Do naszych czasów zachowało się – według różnych szacunków – od pięciuset do pięciu tysięcy macew.